# Plug and play
 (mars 2012).
Si vous disposez d'ouvrages ou d'articles de référence ou si vous connaissez des sites web de qualité traitant du thème abordé ici, merci de compléter l'article en donnant les références utiles à sa vérifiabilité et en les liant à la section « Notes et références ».

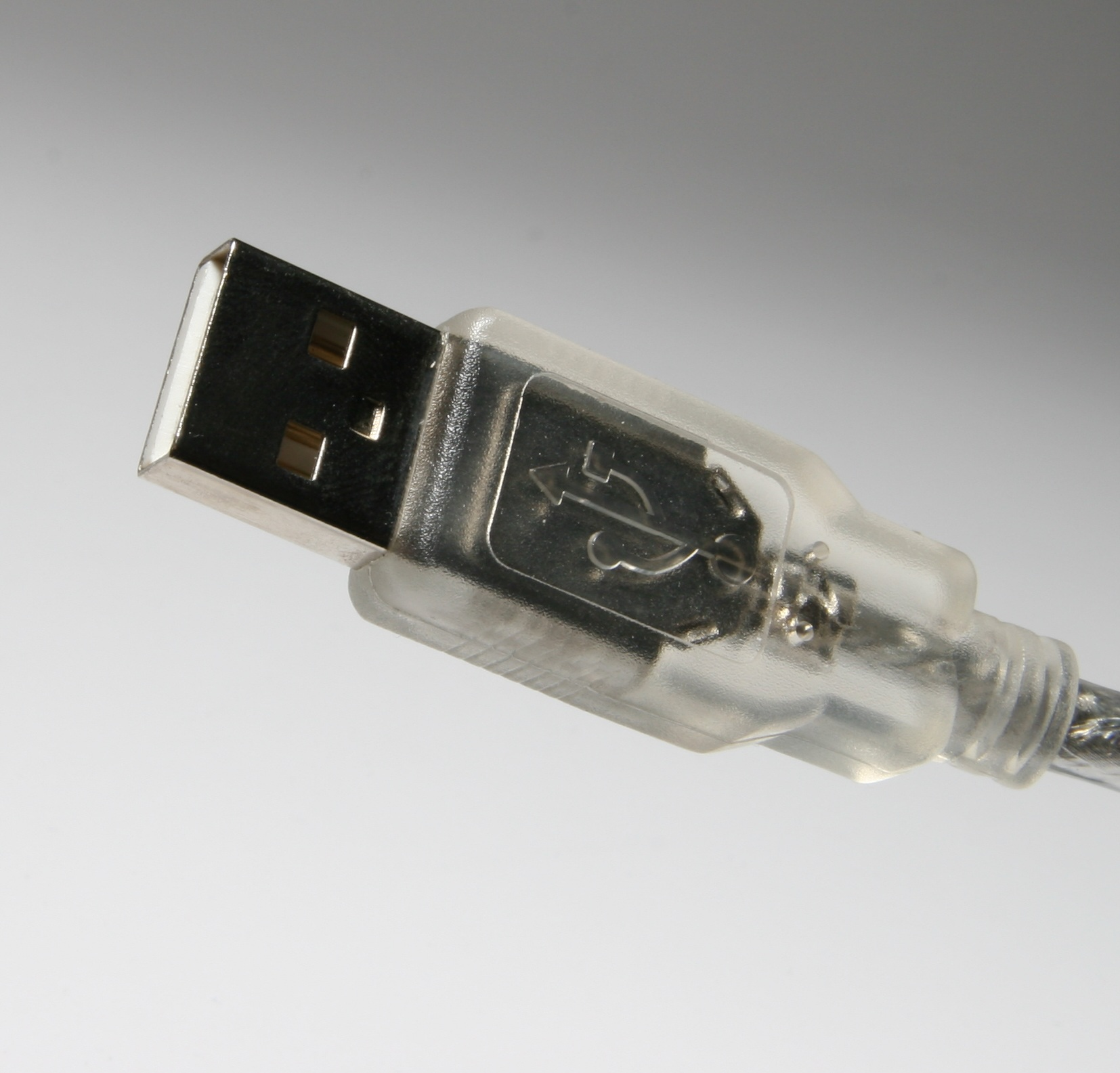
connecteur USB type A

Le plug and play (l'abréviation PnP est également utilisée), qui signifie « connecter et jouer » ou « brancher et utiliser », est une technique permettant aux systèmes d'exploitation qui l'intègrent de reconnaître rapidement et automatiquement les périphériques compatibles avec cette technique dès le branchement, sans redémarrage de l'ordinateur. Le plug and play permet une mise en œuvre requérant un minimum d'intervention de la part de l'utilisateur, sans installation de logiciel dédié, et donc en minimisant les erreurs de manipulation et de paramétrage.
Il existe plusieurs appellations ou acronymes qui recouvrent le même concept (tous sont d'origine anglaise) : PnP, et hot-swapping (littéralement « échange [de périphériques] à chaud »). Le terme plug and play est en général associé à Microsoft, qui l'utilisa en référence à son système d'exploitation Windows 95. D'autres systèmes d'exploitation supportaient déjà ce genre de périphériques, comme celui du Macintosh depuis ses débuts en 1984[réf. nécessaire], mais ils utilisèrent tous la même dénomination.
Les termes français « prêt à tourner » et « prêt à l'emploi » ont été proposés par l'Office québécois de la langue française en 2006.
Les périphériques véritablement PnP le sont à deux niveaux : celui du matériel et celui du logiciel. Tout d’abord, l’ordinateur doit être capable de supporter l'ajout de nouveaux périphériques sans créer de problèmes physique ou électrique sur ces derniers. Par exemple certaines interfaces ne supportent pas d'être branchées ou débranchées durant la mise sous tension sans créer des dommages irréversibles aux périphériques. La plupart du temps cela se traduit par des décharges électrostatiques aux divers composants électroniques. L'ordinateur doit également être capable de détecter les changements de configurations au fur et à mesure que les périphériques sont ajoutés et enlevés. Les connectiques USB et FireWire ont été conçues dans ce but.
Une forme plus restreinte de plug and play existe également pour des systèmes ne gérant pas ces changements dynamiques : le système « power down, plug, power up, and play » (« éteindre, brancher, démarrer, et utiliser »).
Les débuts du plug and play ont été assez difficiles (bien souvent les périphériques plug and play n'avaient de plug and play que le nom, ils étaient souvent plus complexes à configurer que les périphériques non estampillés plug and play), c'est pour cette raison que le plug and play était surnommé parfois de façon satirique « plug and pray », littéralement, « branchez et priez » (pour que ça marche).
Cette technique effectue plusieurs opérations à savoir :
1. Une reconnaissance automatique à chaque branchement de n’importe quel périphérique à l’unité centrale ;
2. l'affectation automatique des ressources nécessaires ;
3. l'enregistrement des paramètres qui correspondent au matériel enregistré ;
4. Sous Windows, l'enregistrement des paramètres dans la base de données du registre pour éviter les conflits éventuels.